# Робогейша
Робогейша — японський науково-фантастичний бойовик 2009 року, сценарист і режисер Нобору Ігучі, режисер Цуйоші Кадзуно, спецефекти — Йосіхіро Нісімура. Всі троє раніше працювали разом над «Дівчинкою-кулеметом», а Нісімура — над «Поліцією Токійської Гори». Прем'єра відбулася 3 жовтня 2009 року.

## Про фільм
Старша сестра Кікуе — гейша. Вона розважає гостей співом та танцями. А в цей час молодша сестра Йошіє намагається не попадатися їм на очі. Кікуе сподівається зачарувати багатого спадкоємця Хікару і вийти за нього заміж. Аж коли безглузда випадковість привертає увагу почесного гостя до молодшої сестри.
Хікару бачить у ній видатні здібності і, взявши в заручники Кікуе, змушує Йошіє вступити до його армії відданих убивць. Отримавши роботизовані імпланти, сестри змагаються як вбивці.

## Знімались
| Актор             | Роль           |
| ----------------- | -------------- |
| Ая Кігучі         | Йошіє          |
| Гітомі Гасебе     | Кікуе          |
| Такумі Сайто      | Хікару         |
| Хіроякі Муракамі  | огрядний гість |
| Йошіхіро Нісімура | бос якудзи     |